# Saint-Dos
Saint-Dos (wym. [sɛ̃-do]) – miejscowość i gmina we Francji, w regionie Nowa Akwitania, w departamencie Pireneje Atlantyckie.
Według danych na rok 1990 gminę zamieszkiwało 141 osób, a gęstość zaludnienia wynosiła 77 osób/km² (wśród 2290 gmin Akwitanii Saint-Dos plasuje się na 1035. miejscu pod względem liczby ludności, natomiast pod względem powierzchni na miejscu 1571.).